# Buschlerche
Die Buschlerche (Mirafra cantillans) ist eine Art aus der Familie der Lerchen. Ihr Verbreitungsgebiet reicht von Westafrika bis nach Indien. In dem großen Verbreitungsgebiet werden mehrere Unterarten unterschieden.

## Merkmale
Die Buschlerche erreicht eine Körperlänge von 12,5 bis 15,0 Zentimetern, wovon 4,5 bis 5,5 Zentimeter auf den Schwanz entfallen. Sie wiegt etwa 20 Gramm. Es besteht kein auffallender Geschlechtsdimorphismus.
Die Buschlerche ist auf der Oberseite je nach Unterart rötlich, rötlichgrau bis schwarzbraun oder sandfarben. Die Schwingen sind hell gesäumt. Die Körperunterseite ist hell rötlich bis beige, die Brust ist dunkelbraun gesprenkelt. Der Schwanz ist braun. Der Schnabel ist gelblich hornfarben bis braun, die Füße sind je nach Unterart hell fleischfarben bis bräunlich fleischfarben. Die Iris ist braun.
Der lerchentypische Gesang, der aus einer Serie von variablen Phrasen besteht, wird vom Boden aus oder im Flug vorgetragen. Die Buschlerche zählt zu den Lerchenarten, die andere Vogelarten imitieren – bei ihr wurden über ein Dutzend Imitationen von Gesängen anderer Vogelarten festgestellt.

## Verwechslungsmöglichkeiten
Die Weißschwanzlerche (Mirafra albicauda), die in Teilen des Verbreitungsgebietes der Buschlerche vorkommt, weist Ähnlichkeiten mit der Buschlerche auf. Die Weißschwanzlerche unterscheidet sich von dieser aber durch die dunklere Körperoberseite und die zwei äußeren weißen Steuerfedern. Der Gesang der Buschlerche weist außerdem Triller auf, die bei der Weißschwanzlerche fehlen. Die Weißschwanzlerche läuft außerdem, nachdem sie sich vom Singflug auf die Erde zurückfallen hat lassen, anders als die Buschlerche nur wenige Schritte. Die Friedmann-Lerche (Mirafra pulpa) ähnelt der Buschlerche gleichfalls, ist jedoch durch den anderen Gesang zu unterscheiden.

## Verbreitungsgebiet und Lebensraum

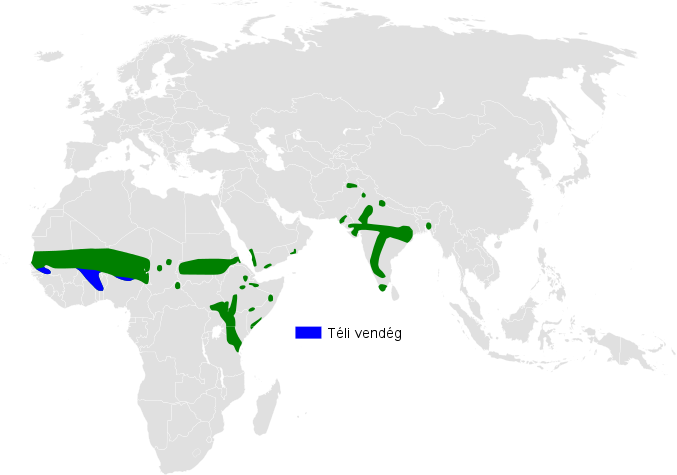
Verbreitungsgebiet der Buschlerche (grün = Jahresvogel, blau = regelmäßiger Gast, kein Brutgebiet)

Die Buschlerche kommt in Teilen Indiens und Pakistans, im Südwesten Arabiens, im Süden und Südwesten Somalias, im Nordosten von Tansania, in Kenia, im Nordosten und Nordwesten Äthiopiens, im Sudan, im Tschad, im Süden von Niger, im Norden von Nigeria und Togo, im Süden Malis und Mauretaniens sowie im Norden von Senegal vor.
Ihr Lebensraum ist Grasland, das mit niedrigen Büschen bestanden ist sowie schütter bestandenes Busch- und Waldland. Sie besiedelt außerdem die Feldränder entlang von Agrarflächen, die mit Hülsenfrüchten und Getreide bestellt sind. Sie ist in weiten Teilen ihres Verbreitungsgebietes ein Stand- und Strichvogel. In Tansania ist sie ein Zugvogel, der mit der Regenzeit zu Anfang März eintrifft und im August wieder zurückzieht. In hellen Nächten ziehen Buschlerchen auch während der Nacht.

## Fortpflanzung
Die Buschlerche brütet in Indien im Zeitraum von März bis September, in Äthiopien von April bis Juni und im Sudan von Juli bis September. Sie ist wie alle Lerchen ein Bodenbrüter, der ein napfförmiges Nest unter Grasbüscheln baut. Gelegentlich sind diese Nester auch ganz oder teilweise mit Gräsern überwölbt. Das Gelege besteht in der Regel aus drei, in Ausnahmefällen aus zwei oder vier Eiern. Die Eier sind weißlich und weisen feine graubraune Tupfen auf.

## Einzelbelege
1. ↑  Pätzold: Die Lerchen der Welt. S. 35.
2. 1 2 3   Pätzold: Die Lerchen der Welt. S. 36.
3. 1 2 3   Pätzold: Die Lerchen der Welt. S. 37.
4. ↑  Pätzold: Die Lerchen der Welt. S. 45.
5. ↑  Pätzold: Die Lerchen der Welt. S. 46.
6. ↑  Pätzold: Die Lerchen der Welt. S. 49.